# Kuchnia ochweśnicka
Kuchnia ochweśnicka – lokalna odmiana kuchni wielkopolskiej, charakterystyczna dla okolic Ślesina i Skulska, czyli terenów zamieszkałych licznie przez ochweśników - handlarzy religijnymi obrazami, a szerzej wszelkich obwoźnych przekupniów.

## Geneza
Ochweśnicy, przemierzający rozległe tereny zaboru rosyjskiego (m.in. Częstochowa) i pruskiego, stykali się ze zróżnicowaną kuchnią. Efektem tego są widoczne w kuchni ochweśnickiej wpływy kulinarnej tradycji żydowskiej, rosyjskiej i niemieckiej. Dzięki odizolowaniu Ślesina od reszty regionu przez lasy i jeziora, kuchnia lokalna zachowała odrębność, która zaznacza się przede wszystkim w nazewnictwie poszczególnych potraw i składników.

## Charakterystyka
Oryginalna kuchnia ochweśnicka bazuje na prostych składnikach, zapewniających stworzenie wysokoenergetycznych potraw. Ich podstawą są głównie ziemniaki, często z dodatkiem cebuli i mięsa. Sztandarowym daniem regionu jest pyrczok (gniecyniok), czyli tarte ziemniaki upieczone na blasze (np. z boczkiem i cebulą) w formie placka. Mogą być podawane w jelicie, w formie kiełbasy i wtedy noszą nazwę obsypunki (łopcypunki). Inne charakterystyczne dania lokalne to placki ziemniaczane, szare kluski ze skwarkami, szagówki, pyry z gzikiem (ziemniaki z białym serkiem), czy czernina. Na stołach świątecznych znajdowały się m.in. drób, np. kurczak pieczony lub duszony, gęś pieczona, a nawet gęsi pipek, wywodzący się wprost z kuchni żydowskiej. Najczęściej stosowane przyprawy to lokalne świeże zioła, a także obficie występujące w lasach ślesińskich grzyby.

## Przykładowe nazwy

### Dania
- blinki – placki z tartych ziemniaków,
- ciociurki – zacierki,
- czornina – czernina,
- gzik,
- kiszczunka – woda, w której gotowały się kiszki, np. obsypunki,
- kluszczunka – woda, w której gotowały się kluski,
- parzybroda – zupa z gotowanej kapusty,
- plynzy – placki ziemniaczane,
- śpiwoki – kluski z tartych ziemniaków, bez mąki[1].

### Przyprawy, komponenty i inne
- bania – dynia,
- betka – grzyb jadalny,
- betka psia – grzyb niejadalny,
- bun – bób,
- bycze jaja – purchawka,
- bzdrynga – wzdręga,
- chabas – wieprzowina,
- groch łogrodowy – fasola,
- groch łokrungły – groch,
- kapotka, krowio gymba – gatunki grzybów jadalnych
- krychanie – tłuczenie gotowanych ziemniaków,
- maryjunka – majeranek,
- pantówki – ziemniaki,
- pirzok – uroczysta kolacja z okazji zakończenia darcia pierza,
- taterka – gryka[1].

## Festiwal
W Ślesinie odbywa się cyklicznie Festiwal Kuchni Ochweśnickiej.